# Iván Hindy
vitéz Iván Hindy de Kishindi (vitéz kishindi Hindy Iván  en hongrois) (1890-1946) est un officier de l'Armée Royale Hongroise durant la Seconde Guerre mondiale. 

## Biographie
Issu d'une famille catholique noble, il est le fils du Dr Géza Hindy (1850-1895), fonctionnaire des chemins de fer impériaux et royaux et de Helen née Ziska (1850–1895). Iván Hindy est diplômé de l'École des cadets de Kassa (infanterie) en 1909, il est lieutenant en 1912. Premier-lieutenant (főhadnagy en hongrois) en 1915, il est promu capitaine en 1918. Il est notamment décoré, pour son courage au combat, de la Signum Laudis à trois reprises, de la Croix du Mérite militaire et de l'Ordre de la Couronne de fer (3e classe).
Commandant (őrnagy) en 1929, lieutenant-colonel en 1934, il est professeur (langue allemande et sécurité intérieure) à Académie militaire royale hongroise Ludovika de 1933 à 1939. Membre de l'État-major de mai 1939 à mars 1940, il est promu au grade de colonel.
Il est major-général (vezérőrnagy) le 1er novembre 1942. Il est lieutenant général  du 1er Corps hongrois du 16 octobre 1944 au 12 février 1945 déployé sur le front de l'est et à Budapest. Durant la bataille pour la capitale hongroise, Hindy rejette tout compromis. Il est capturé par les Soviétiques le 11 février 1945, avant la reddition de la ville le 13 février. Prisonnier de guerre, la Cour populaire le condamne comme criminel de guerre à la mort par pendaison. Il est exécuté en 1946.

## Sources
- Attila Ótott Kovács: Die ungarischen Inhaber des Ritterkreuzes des Eisernen Kreuzes. Scherzers Militaer-Verlag, Ranis 2006,  (ISBN 3-938845-02-3), S. 103–114.
- Margit Szöllösi-Janze: Die Pfeilkreuzlerbewegung in Ungarn. Historischer Kontext, Entwicklung und Herrschaft (= Studien zur Zeitgeschichte. Bd. 35). Oldenbourg, München 1989,  (ISBN 3-486-54711-9) (Zugleich: München, Universität, Dissertation, 1985/1986).